# Флавіан (Пасічник)
Єпископ Флавіан (в миру Пасічник Фома Петрович, 19 жовтня 1944, Перемиль — 24 листопада 2010, Київ) — архієрей Української православної церкви Київського патріархату; єпископ Харківський і Богодухівський. Випускник Московської духовної семінарії в РФ. Син капелана Польської православної церкви (ПАПЦ).

## Біографія
Народився в сім'ї священнослужителя Польської автокефальної православної церкви села Перемиль Берестецького району (тепер Волинської області). 
1959 року закінчив восьмирічну школу села Перемиль. У зв'язку з хрущовськими гоніннями разом з батьком у 1959 р. виїхав у Середню Азію, де в 1961 році у м. Курган-Тюбе отримав середню освіту.
У 1961–1963 рр. працював у "Таджикгідробуді" токарем, у 1963–1973 рр. відбував службу в большевицькій армії, у т.ч. брав участь у військових діях за межами СРСР.
У 1974 р. архієпископом Волинським Даміаном призначений псаломщиком Свято-Покровської церкви села Бокійма Млинівського району. 
В липні 1974  архієпископом Волинським Українського екзархату РПЦ Даміаном рукопокладений в сан диякона. 
1975–1981 роки — навчання в Московській Духовній Семінарії. 
У вересні 1975 року архієпископом Волинським Даміаном рукоположений в сан ієрея. 
У 1975–1993 роках служив на приходах Рівненської єпархії Млинівського і Дубенського районів. 
1993 разом з приходом Свято-Троїцької церкви села Повча Дубенського району перейшов під омофор Київського патріархату 
.
В березні 1997 призначений благочинним церков Дубенського благочиння УПЦ КП. 
У січні 1998 призначений обласним благочинним Рівненської єпархії УПЦ КП, в лютому 2000 року — на посаду секретаря Рівненської єпархії УПЦ КП. 

### Архієрейство
5 листопада 2000 року відбулась хіротонія на єпископа Харківського і Богодухівського за Божественною літургією у Володимирському кафедральному соборі міста Києва.
16 липня 2004 року звільнений Священним синодом на спокій з перебуванням у Феодосіївському монастирі Києва. Внаслідок важкої форми діабету практично повністю осліп та зазнав ампутації частини ноги (до коліна).
Упокоївся 24 грудня 2010 року в Дубні на 67-му році життя. 25 грудня похований.